# The a2 Milk Company

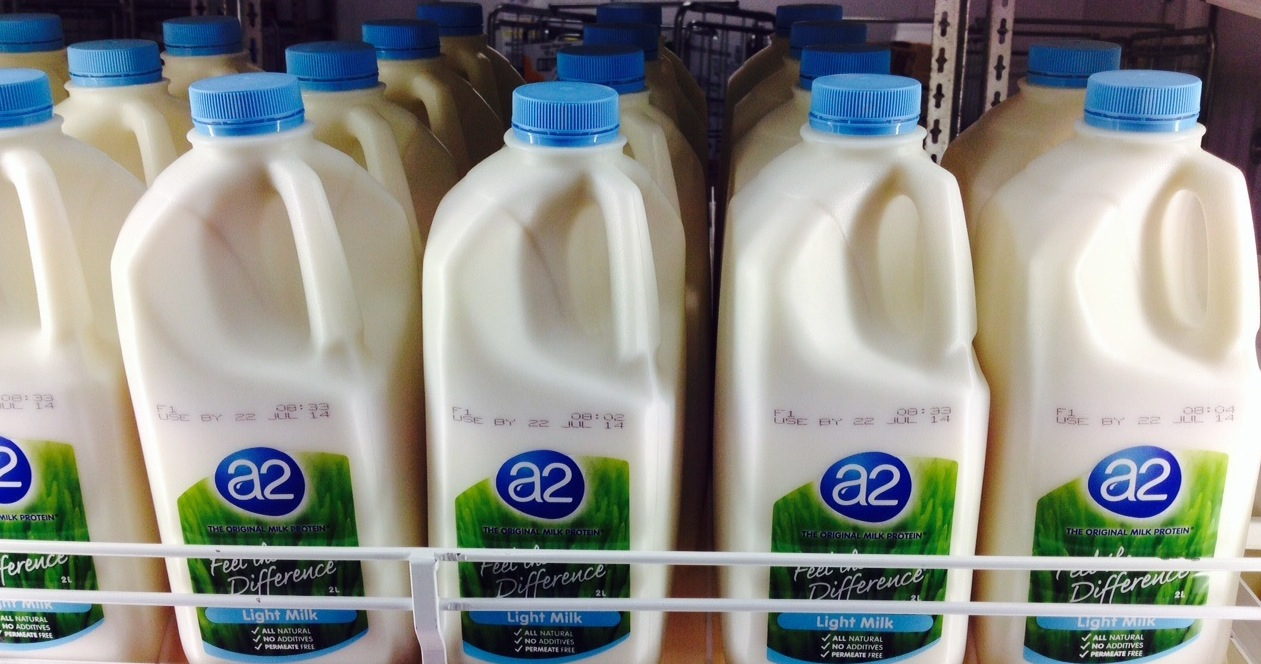
Milch verkauft in Neuseeland

The a2 Milk Company (früher bekannt als A2 Corporation) ist ein an der NZX und der ASX 50 notiertes, neuseeländisches Unternehmen, das das geistige Eigentum in Bezug auf A1-proteinfreie Milch vermarktet, die unter den Marken a2 und a2 Milk verkauft wird. Die Firma hatte im Jahr 2016 einen Umsatz von 352,8 Millionen Neuseeland-Dollar.

## Geschichte
The a2 Milk Company ist der Nachfolger der A2 Corporation Limited, einem neuseeländischen Unternehmen, das im Jahr 2000 von Corran McLachlan, der die gesundheitlichen Auswirkungen des A1-Beta-Kaseins erforschte, und Howard Paterson, einem bedeutenden Milchbauern und Anteilseigner der Molkereigenossenschaft Fonterra, gegründet wurde.

## Produkt
Die a2 Milk Company Limited behauptet, dass Milch, die A1-Proteine enthält, schädlich ist, aber eine Überprüfung der wissenschaftlichen Literatur durch die Europäische Behörde für Lebensmittelsicherheit (EFSA) im Jahr 2009 ergab, dass es keine ausreichenden Beweise dafür gibt, dass bioaktive Peptide in Standardmilch einen negativen Einfluss auf die Gesundheit haben.
A1- und A2-Beta-Kasein sind genetische Varianten des Beta-Kasein-Milchproteins, die sich um eine Aminosäure unterscheiden. Der A1-Beta-Kasein-Typ ist der häufigste Typ, der in Kuhmilch in Europa (außer Frankreich), den USA, Australien und Neuseeland gefunden wird. Ein Gentest, der von der A2 Milk Company entwickelt wurde, bestimmt, ob eine Kuh in ihrer Milch das Protein vom Typ A2 oder A1 produziert. Der Test ermöglicht es der a2 Milk Company, Milcherzeugern eine Lizenz zu erteilen, sobald nachgewiesen ist, dass ihre Kühe nur A2-Beta-Kasein-Protein in ihrer Milch produzieren, unter Ausschluss des A1-Beta-Kasein-Protein-Typs.